# Élisabeth Waldegrave

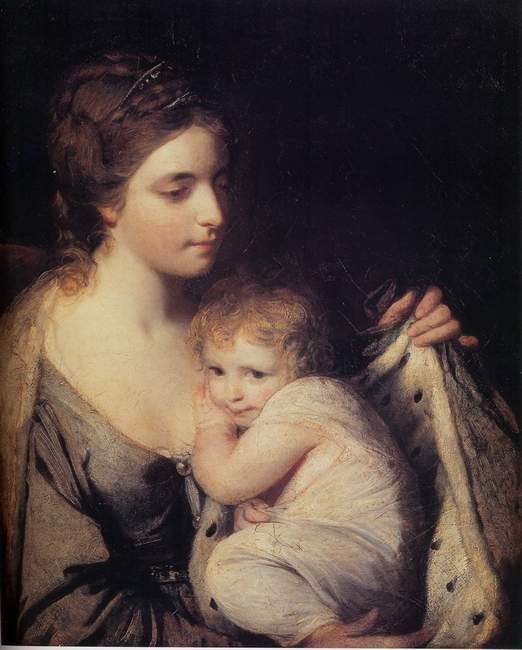
Lady Elizabeth et sa mère, Maria Walpole, par Sir Joshua Reynolds, 1761 National Portrait Gallery.

Elisabeth Laura Waldegrave, comtesse Waldegrave (25 mars 1760 – 29 janvier 1816), est une noble britannique. Elle est dame de la chambre de Charlotte de Grande-Bretagne, fille aînée du roi Georges III,,. Elle épouse son cousin, George Waldegrave en 1782.

## La famille
Lady Élisabeth Laura est née le 25 mars 1760,et est la fille aînée de l'homme d'État James Waldegrave et Maria Walpole, l'enfant illégitime de Sir Edward Walpole et de sa maîtresse, Dorothy Clément (en). Elle a deux sœurs plus jeunes, Lady Charlotte Marie, la femme de George FitzRoy (4e duc de Grafton), et Lady Anna Horatia, qui épouse Lord Hugh Seymour.
Quand Élisabeth a trois ans, son père meurt de la variole. Comme il n'a pas de fils, le titre de comte Waldegrave passe à son frère, John Waldegrave. Élisabeth et ses sœurs, s'installent avec leur mère au château de Ragman, une maison à Twickenham. Le 6 septembre 1766, sa mère se remarie en secret, à William Henry de Grande-Bretagne, un membre de la Famille royale britannique, le plus jeune frère du roi Georges III. C'est ce mariage, fait sans l'accord du roi, qui conduit à l'adoption de la Loi sur le mariage royal en 1772. Élisabeth a trois demi-frères et sœurs, la princesse Sophia, la princesse Caroline (1774-1775), et William Frederick du second mariage de sa mère. Elle et ses sœurs vivent au château de Windsor et à Sophia Lodge à Clewer, dans le Berkshire.

## La comtesse de Waldegrave
La mère d’Élisabeth commande à Joshua Reynolds de peindre Les Dames Waldegrave, un portrait de groupe d’Élisabeth et de ses deux sœurs, dans l'espoir d'attirer des prétendants pour eux. La miniature d’Élisabeth est peinte par Samuel Shelley, et John Hoppner. L'année d'après le tableau de Reynolds est exposé à l'Académie royale. Lady Élisabeth épouse son cousin George Waldegrave, vicomte de Chewton le 5 mai 1782 à Gloucester House, Grosvenor Square, Piccadilly, Londres. Elle a 22 ans. Le vicomte sert comme colonel du 87e régiment d'infanterie. Le 22 octobre 1784, il devient 4e comte Waldegrave et désormais, elle est titrée comtesse Waldegrave. Dans les années qui suivent son mariage, Elisabeth donne naissance à cinq enfants:
- Lady Maria Wilhelmina Waldegrave (1783 - 20 février 1805), mariée à Nathaniel Micklethwaite, par lequel elle a une fille, Charlotte.
- George Waldegrave, 5e Comte Waldegrave (13 juillet 1784 - 29 juin 1794), est décédé à l'âge de neuf ans par noyade dans la Tamise.
- Le lieutenant-colonel John Waldegrave (31 juillet 1785 - 28 septembre 1846), marié à Anne King.
- Le lieutenant Edward William Waldegrave (29 août 1787 - 22 janvier 1809), s'est noyé en mer
- Le vice-amiral William Waldegrave (27 octobre 1788 - 24 octobre 1859), marié d'abord Elizabeth Whitbread, par qui il a une descendance; d'autre part Sarah Whitear (en).

## Fin de vie
Elle sert Charlotte, princesse royale comme dame de la chambre à coucher. Quand Georges III estaffecté par la maladie mentale en 1788 et 1789, elle est l'une des dames qui restent aux côtés de la Reine-Charlotte offrant son soutien loyal. La romancière Frances Burney se réfère à Élisabeth, comtesse Waldegrave dans son journal.
Elle devient veuve le 22 octobre 1789, à l'âge de vingt-neuf ans. Son fils aîné, George, succède à son père comme comte Waldegrave. Le garçon se noie cinq ans plus tard, lors d'une baignade dans la Tamise, près du Collège d'Eton, et le titre, puis passe à son frère cadet, Jean. Élisabeth perd un autre fils, Edward, quand il se noie dans un naufrage au large de la côte de Falmouth, en partant pour l'Espagne en 1809. Il est lieutenant au 7e régiment de Dragons.
Elle est morte à la villa gothique de Strawberry Hill à Twickenham, le 29 janvier 1816, à l'âge de 55 ans et est enterrée à côté de son mari à Great Packington.